# Sconnessi
Sconnessi è un film del 2018 diretto da Christian Marazziti.

## Trama
Ettore, noto scrittore, guru dell'analogico e nemico pubblico di internet, in occasione del suo compleanno porta tutta la famiglia nel suo chalet in montagna, e cerca di creare finalmente un legame tra i suoi due figli, Claudio, giocatore di poker online, e Giulio, liceale nerd e introverso, con la sua seconda moglie, la bella, giovane e un po' naif Margherita, incinta al nono mese. Al gruppo si uniscono anche Achille, fratellastro di Margherita appena cacciato di casa dalla moglie, e Tea, giovane fidanzata vegana di Claudio e devota fan di Ettore. Arrivati allo chalet, trovano Olga, l'affidabilissima tata ucraina, con la figlia Stella, adolescente dipendente dai social network. A sorpresa arriva anche Palmiro, il fratello bipolare di Margherita e Achille, fuggito dalla casa di cura. Quando il gruppo rimane improvvisamente senza connessione internet, tutti entrano nel panico e le conseguenze saranno rocambolesche. I segreti e le convinzioni dei protagonisti verranno presto ribaltate, la "sconnessione" li metterà di fronte a tutte le loro insicurezze e dovranno resettare e ripartire. Ma un imprevisto non da poco svelerà un clamoroso retroscena: durante una tormenta di neve, a Margherita si rompono le acque ed Ettore lascia la compagna nelle mani di Olga e Stella. Arrivato in camera sua per chiamare aiuto, si scopre che era stato lui a manomettere la linea telefonica con un apparecchio elettronico utilizzato per i video poker: scoperto da Claudio, l'uomo si giustifica dicendo che ha fatto questo perché voleva sperimentare una sua teoria alla quale stava lavorando ma così facendo non ha fatto altro che aumentare le ire del ragazzo, che lo ritiene colpevole di aver lasciato la madre. Mentre trasportano Achille in soggiorno infortunatosi ad una caviglia, Giulio e Claudio si parlano e qui il ragazzo scopre la verità dal fratello, cioè che alla fine non è stato il padre a lasciarla ma il contrario, lasciando un profondo sgomento. Sentendosi quasi in colpa, Claudio si offre per andare a cercare aiuto, nonostante la tormenta di neve e proprio mentre lui si trova in mezzo alle montagne infreddolito e stremato, perdendo di fatto l'orientamento, Margherita partorisce una bambina per terra, con l'aiuto di Olga e Stella. Dopo il parto, arriva Claudio che, alla vista della sorella in braccio a Margherita, si redime con il padre e si mette accanto al fuoco per scaldarsi, avendo rischiato l'ipotermia. Il mattino seguente, Margherita si accorge che la bambina respira affannosamente e il dubbio viene svelato: il gasolio che serve per alimentare il generatore è quasi finito, di conseguenza le fiamme si stanno spegnendo. Ettore, allora, decide di bruciare i libri della sua biblioteca sotto lo sguardo attonito degli altri perché in questi casi è più importante la vita di un essere umano che uno stupido esperimento: quando tutto sembra ormai perduto, arrivano i soccorsi grazie a Olga che, essendo cresciuta nell'Unione Sovietica, è abile all'utilizzo di una radio antica, con la quale ha lanciato un segnale di emergenza.

## Produzione
Le riprese si sono svolte in Trentino, nel territorio del comune di Primiero San Martino di Castrozza, fra Palazzo delle miniere e la valle del Vanoi.

## Distribuzione
La pellicola è uscita nelle sale cinematografiche il 22 febbraio 2018, distribuita dalla Vision Distribution. 
In tv trasmesso su sky cinema comedy  su sky go on demand disponibile 

## Accoglienza
Il film ha incassato a livello nazionale 1,2 milioni di euro.